# Manuel Turizo
 (juillet 2020).
Si vous disposez d'ouvrages ou d'articles de référence ou si vous connaissez des sites web de qualité traitant du thème abordé ici, merci de compléter l'article en donnant les références utiles à sa vérifiabilité et en les liant à la section « Notes et références ».
Manuel Turizo Zapata (né le 12 avril 2000 à Montería en Colombie), connu dans le milieu artistique sous le nom de Manuel Turizo ou MTZ, est un chanteur de reggaeton colombien. 
Il est en principal connu pour son single Una Lady Como Tú sorti en 2016. Une chanson qui lui a valu une grande popularité avec 1,4 milliard de vues sur YouTube. 

## Biographie

### 2000-2015: débuts musicaux
Manuel Turizo est né et a grandi dans la ville colombienne de Montería, il a commencé à faire de la musique à l'âge de treize ans. À sa naissance, ses parents ont offert une guitare et un microphone à son frère Julian, alors âgé de deux ans. Quelques années plus tard, Manuel Turizo a tenté d'apprendre à jouer à la guitare mais a estimé qu'il n'en avait pas les moyens, et a donc commencé à développer sa voix de chant.  Alors qu'il voulait devenir vétérinaire, il a décidé de poursuivre sa carrière musicale après avoir pris des cours de chant avec un professeur de musique cubain. Pendant qu'il était enfant, il a chanté pendant que son frère jouait de la guitare avec leurs chansons préférées. Manuel a commencé à écrire des chansons tandis que son frère a obtenu son diplôme à Medellin.  

### 2016-2019:Una Lady Como Tu
En 2016, alors qu'il n'a que seize ans, Manuel Turizo sort Una Lady Como Tu, qui a connu un grand succès en Amérique latine,, sa chanson a actuellement 1,4 milliard de vues sur YouTube et a eu 225 millions de streams sur la plateforme Spotify. La pièce a été produite par Zensei, avec le label de La Industria Inc.
En 2017, il sort Bésame, avec le rappeur portoricain Valentino.
Le 19 octobre 2017, il collabore avec Piso 21, Déjala Que Vuelva, qui a actuellement 1,8 milliard de vues. 
En septembre 2018, Il collabore Vaina Loca avec Ozuna, cette chanson a atteint la 94e place du Billboard Hot 100.
En octobre 2018, il collabore avec Mau y Ricky Desconocideos.
En mars 2019, son single Sola, a atteint la première place du Billboard Latin Airplay.

### Depuis 2019:ADN
Le 23 août 2019, il sort son premier album ADN, accompagné des collaborations de Zion y Lennox, Noriel, Ozuna, Nicky Jam, Sech et Anuel AA, ADN a atteint la huitième place du Billboard Hot Latin.

## Discographie

### Singles
- 2016 : Vamonos
- 2016 : Baila Conmigo
- 2016 : Una Lady Como Tu
- 2017 : Déjate Llevar (avec Juan Magán et Belinda featuring Snova et B-Case)
- 2017 : Esperándote
- 2018 : Vaina Loca (avec Ozuna)
- 2018 : Culpables
- 2018 : Una Vez Más (featuring Noriel)
- 2018 : Desconocidos (featuring Mau y Ricky et Camilo)
- 2018 : Sola
- 2018 : Déjalo (avec Nacho
- 2019 : Dile la verdad (featuring Jowell y Randy)
- 2019 : Esclavo de tus Besos (avec Ozuna)
- 2019 : No Te Hagas la Loca (avec Noriel)
- 2019 : En Cero (avec Yandel et Sebastián Yatra)
- 2019 : Curame (avec Prince Royce)
- 2019 : Aleluya (avec Reik)
- 2019 : Nada Ha Cambiado
- 2019 : Te Quemaste (avec Anuel AA)
- 2019 : Pegao (avec CNCO)
- 2019 : Bailemos (avec Sech)
- 2020 : Quiéreme Mientras Se Pueda
- 2020 : La Nota (avec Rauw Alejandro et Myke Towers)
- 2021 : Mala Costumbre (avec Wisin & Yandel)
- 2021 : Amor En Coma, (Avec Maluma)
- 2021 : Antes Que Te Vayas
- 2021 : Ahora Eh
- 2021 : Hoy Vuelvo A Beber
- 2021 : Te Falló
- 2022 : La Bachata
- 2023 : El Merengue, (Avec Mershmello)
- 2024 : Mamasota, (Avec Yandel)
- 2024 : Dios Te Cuide
- 2024 : EnHoraBuena

### Featurings
- 2017 : Bésame (Valentino featuring Manuel Turizo)
- 2017 : Déjala Que Vuelva (Piso 21 featuring Manuel Turizo)
- 2019 : Pa Olvidarte (Remix) (avec ChocQuibTown, Zion y Lennox et Farruko featuring Manuel Turizo)
- 2019 : Despacio (avec Natti Natasha featuring Nicky Jam, Manuel Turizo et Myke Towers)
- 2021 : Mala Influencia, (Avec. Noriel)
- 2021 : Maldita Foto, (Avec Tini).
- 2023 : Vagabundo, (Avec Sebastián Yatra, Beéle)
- 2025 : Que Haces, (Avec Becky G)

## Récompenses et nominations
| Année | Récompense                   | Catégorie                   | Nomination                                                        | Résultat    |
| ----- | ---------------------------- | --------------------------- | ----------------------------------------------------------------- | ----------- |
| 2017  | Kids' Choice Awards Colombia | Chanson préférée            | Una Lady Como Tú                                                  | Nomination, |
| 2018  | MTV Millennial Awards        | Chanson de l'année          | Déjala Que Vuelva (de Piso 21)                                    | Nomination, |
| 2018  | MTV Millennial Awards        | Urban Explosion             | Lui-même                                                          | Nomination, |
| 2018  | MTV Millennial Awards        | Meilleur compte Instagram   | Lui-même                                                          | Nomination, |
| 2019  | Latin Grammys                | Meilleur prestation urbaine | Pa' Olvidarte Remix (avec ChocQuibTown, Zion y Lennox et Farruko) | Nomination  |
| 2019  | Latin Grammys                | Meilleur chanson            | Pa' Olvidarte Remix (avec ChocQuibTown, Zion y Lennox et Farruko) | Nomination  |
| 2019  | iHeartRadio Music Awards     | Meilleur nouvel artiste     | Lui-même                                                          | Lauréat     |